# Macchina di Erone per aprire le porte di un tempio

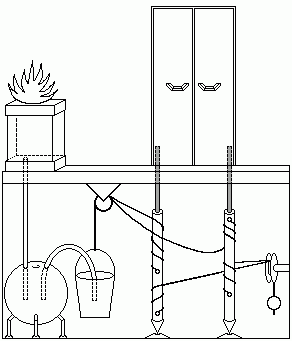
Macchina di Erone

La macchina di Erone è un dispositivo descritto da Erone di Alessandria nel suo trattato sulla pneumatica (I secolo). Tale macchina permetteva di aprire le porte di un tempio e può essere considerata uno dei primi esempi di macchina a vapore della storia.

## Funzionamento
Tale sistema utilizzava l'espansione dell'aria calda per mettere in pressione l'acqua di un serbatoio che, attraverso un sifone, andava a riempire un secchio sospeso, la cui discesa faceva aprire le porte del tempio. Quando il fuoco veniva spento, la pressione nel recipiente diminuiva e l'acqua tornava indietro, svuotando il secchio. In questo modo, un peso scendeva e faceva chiudere la porta cui era collegato